# Karen Cromie
Karen Elizabeth Cromie (24 de septiembre de 1979-28 de enero de 2011) era una deportista paralímpica de Irlanda del Norte, remera y jugadora de baloncesto en silla de ruedas. Compitió en los Juegos Paralímpicos de Pekín 2008, donde quedó quinta en el Mixed Double Sculls, con James Roberts.

## Trayectoria
Ganó la Copa de Plata en las Copas Paralímpicas Mundiales de Baloncesto en silla de ruedas de 2005 y 2006 con el equipo nacional de Gran Bretaña. En 2009,fue transferida al equipo nacional irlandés.
Su hermana es doctora en el Reino Unido, y su hermano quiropráctico en Noruega.
Karen Cromie se suicidó, el 28 de enero de 2011.